# Bataille aérienne de Suncheon
Guerre de Corée
Batailles
Offensive nord-coréenne :

(juin 1950 - septembre 1950)
- Pokpung
- Chuncheon
- Séoul (1re)
- Busan (navale)
- Chumunjin
- Osan
- Pyeongtaek
- Cheonan
- Chochiwon
- Daejeon
- Sangju
- Yongdong
- Hwanggan
- Notch
- Périmètre de Busan

Contre-offensive de l'ONU :

(septembre 1950 - octobre 1950)
- Incheon
- Bombardement de Pyongyang
- Pyongyang

Intervention chinoise :

(octobre 1950 - avril 1951)
- Onjong
- Unsan
- Chongchon (Wawon)
- Réservoir de Chosin
- Évacuation de Hŭngnam
- Séoul (3e)
- Twin-Tunnels
- Jipyeong-ri
- Imjin
- Kapyong

Impasse :

(août 1951 - juillet 1953)
- Crèvecœur
- Fleuve Han
- Opération Commando
- Maryang San
- Suncheon
- Barrage de Sui-Ho
- Triangle Hill
- le Crochet
- Fleuve Samichon
- Armistice de Panmunjeom

Post armistice :
- Raid sur la Maison Bleue
- Attaque de l'EC-121
- Incident du peuplier
- Infiltration de Gangneung
- Guerre du crabe

La bataille aérienne de Suncheon fut livrée près de la ville de Suncheon en Corée du Nord le 1er décembre 1951 pendant la guerre de Corée.

## Déroulement de la bataille

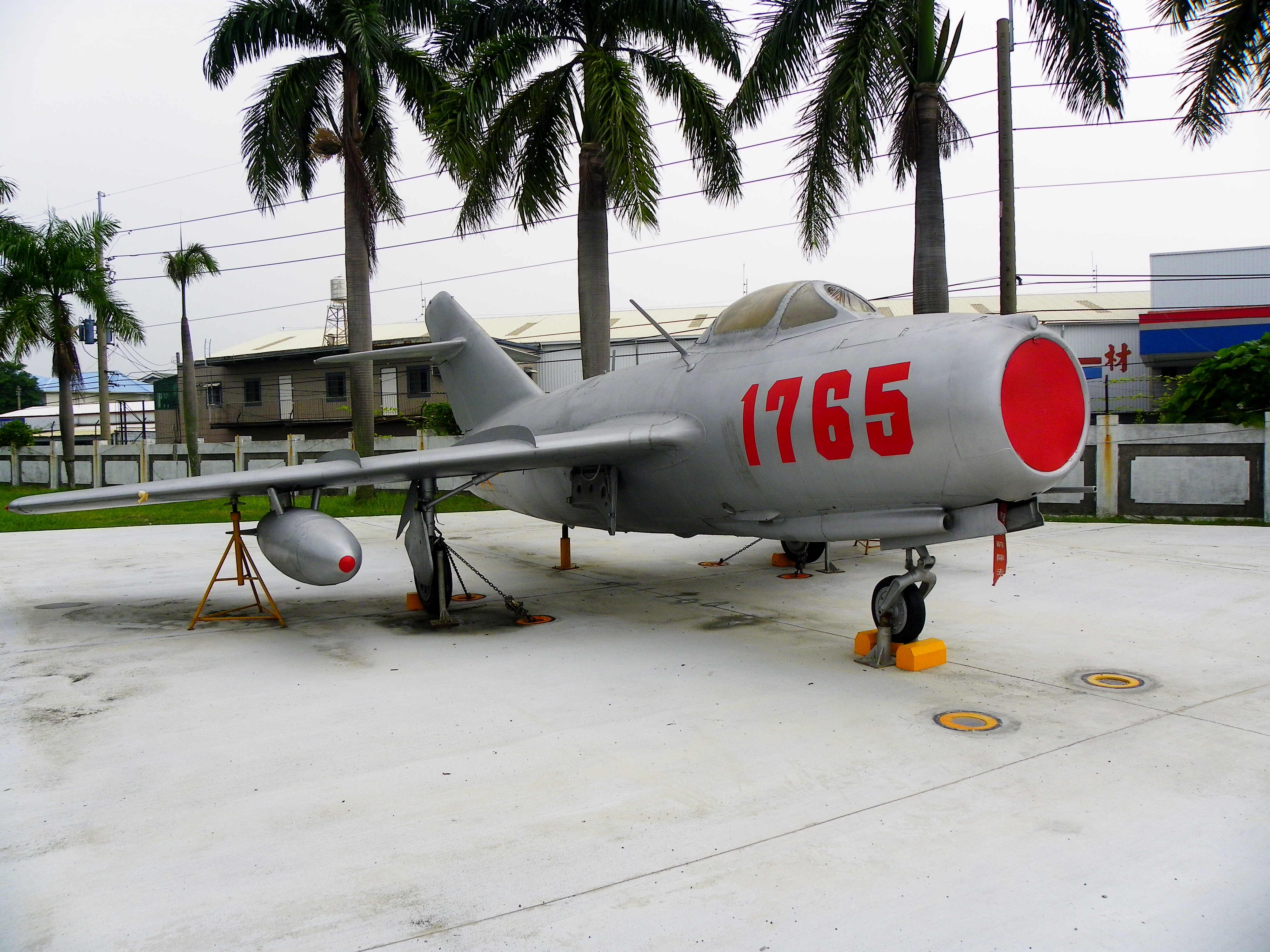
Un MiG-15 de la force aérienne chinoise en exposition.

14 Gloster Meteor F.8 du 77e escadron de la Royal Australian Air Force commandés  par Gordon Steege volaient à 19 000 pieds au-dessus de Suncheon lorsqu'ils ont été attaqués par une vingtaine MiG-15 soviétiques sous cocardes chinoises, l'URSS n'étant pas officiellement belligérant. Il s'agit d'une formation du 176e régiment de chasse de la garde de la Voyska PVO commandés par Sergey Vishnyakov (en).
Au cours de la dizaine de minutes qui suivit, la bataille s'étendit à une altitude de 20 000 à 33 000 pieds (6 100 à 10 000 m) dans l'espace aérien nord-coréen.
Les pilotes australiens déclarent avoir détruit deux MiG mais perdirent par la suite trois Gloster Meteor en raison de la supériorité aérienne communiste.
Officiellement, aucun chasseur soviétique n'a été abattu dans cette bataille. Le MiG de Steppa Kirichchenko a mal fonctionné, mais à partir de 500m d'altitude, il est revenu à son état d'origine et est retourné à la base. Bruce Gogley a prétendu avoir touché deux MiG et les archives de la force aérienne australienne ont enregistré un MiG abattu et un pourrait qui être endommagé ou détruit.
Deux pilotes australiens, le sergent (et plus tard commandant de l'escadre) Vance Drummond et Bruce Thompson, s'éjectèrent et atterrirent en Corée du Nord, où ils furent faits prisonniers de guerre tandis que le lieutenant Ernest Donald Armi fut porté disparu, présumé tué.
Cet engagement souligne l'infériorité des Gloster Meteor en combat aérien contre les récents avions soviétiques. La 77e escadre sera ensuite réassignée à des missions d'attaques au sol.